# IAAF Road Race Label Events 2015
Navigation
Édition précédente Édition suivante
Les courses sur route à labels de l'IAAF 2015 (en anglais : IAAF Road Race Label Events) sont des compétitions d'athlétisme régies par l'IAAF. Le circuit regroupe les meilleures compétitions mondiales hors-stade dans les épreuves du marathon, du semi-marathon ainsi que d'autres courses sur route sur des distances allant de 5 à 20 kilomètres.

## Label d'or
Les épreuves classées en première catégorie sous le nom de Courses Label d’Or IAAF (en anglais : IAAF Gold Label Road Races) sont les suivantes en 2015 :
- Épreuves faisant également partie du circuit des World Marathon Majors

| Épreuve                        | Distance      | Lieu                | Pays                | Date         | Vainqueur Homme      | Vainqueur Femme        |
| ------------------------------ | ------------- | ------------------- | ------------------- | ------------ | -------------------- | ---------------------- |
| Marathon de Xiamen             | Marathon      | Xiamen              | Chine               | 3 janvier    | Moses Mosop          | Mare Dibaba            |
| Marathon de Dubaï              | Marathon      | Dubaï               | Émirats arabes unis | 23 janvier   | Lemi Berhanu         | Aselefech Mergia       |
| Marathon de Tokyo              | Marathon      | Tokyo               | Japon               | 22 février   | Endeshaw Negesse     | Berhane Dibaba         |
| World's Best 10K               | 10 kilomètres | San Juan            | Porto Rico          | 1er mars     | Sammy Kitwara        | Belaynesh Oljira       |
| Marathon du lac Biwa           | Marathon      | Otsu                | Japon               | 1er mars     | Samuel Ndungu        | —                      |
| Semi-marathon Rome-Ostie       | Semi-marathon | Rome                | Italie              | 1er mars     | Robert Chemosin      | Amane Beriso           |
| Marathon de Nagoya             | Marathon      | Nagoya              | Japon               | 8 mars       | —                    | Kirwa Eunice           |
| Marathon de Séoul              | Marathon      | Séoul               | Corée du Sud        | 15 mars      | Wilson Loyanae       | Guteni Shone           |
| Semi-marathon de Lisbonne      | Semi-marathon | Lisbonne            | Portugal            | 22 mars      | Mohamed Farah        | Rose Chelimo           |
| Marathon de Rome               | Marathon      | Rome                | Italie              | 22 mars      | Abebe Negewo Degefa  | Meseret Kitat Tolwalk  |
| Semi-marathon de Prague        | Semi-marathon | Prague              | Tchéquie            | 28 mars      | Daniel Wanjiru       | Worknesh Degefa        |
| Marathon de Paris              | Marathon      | Paris               | France              | 12 avril     | Mark Korir           | Meseret Mengistu       |
| Marathon de Rotterdam          | Marathon      | Rotterdam           | Pays-Bas            | 12 avril     | Abera Kuma           | Asami Kato             |
| Marathon de Vienne             | Marathon      | Vienne              | Autriche            | 12 avril     | Sisay Lemma          | Maja Neuenschwander    |
| Semi-marathon de Yangzhou      | Semi-marathon | Yangzhou            | Chine               | 19 avril     | Moses Mosop          | Mare Dibaba            |
| Marathon de Boston             | Marathon      | Boston              | États-Unis          | 20 avril     | Lelisa Desisa        | Caroline Rotich        |
| Marathon de Londres            | Marathon      | Londres             | Royaume-Uni         | 26 avril     | Eliud Kipchoge       | Tigist Tufa            |
| Marathon de Prague             | Marathon      | Prague              | Tchéquie            | 3 mai        | Felix Kandie         | Yebrgual Melese        |
| Great Manchester Run           | 10 kilomètres | Manchester          | Royaume-Uni         | 10 mai       | Stephen Sambu        | Betsy Saina            |
| Ottawa 10K Road Race           | 10 km         | Ottawa              | Canada              | 23 mai       | Nicholas Bor         | Gladys Cherono         |
| Semi-marathon d'Olomouc        | Semi-marathon | Olomouc             | Tchéquie            | 20 juin      | Josphat Kiptis       | Mary Keitany           |
| Gold Coast Marathon            | Marathon      | Gold Coast          | Australie           | 5 juillet    | Kenneth Mungara      | Risa Takenaka          |
| Semi-marathon de Bogota        | Semi-marathon | Bogota              | Colombie            | 26 juillet   | Stanley Biwott       | Amane Gobena           |
| Grand Prix de Prague           | 10 kilomètres | Prague              | Tchéquie            | 5 septembre  | Daniel Chebii        | Peres Jepchirchir      |
| Semi-marathon d'Ústí nad Labem | Semi-marathon | Ústí nad Labem      | Tchéquie            | 12 septembre | Merhawi Kesete       | Peres Jepchirchir      |
| Great North Run                | Semi-marathon | Newcastle-upon-Tyne | Royaume-Uni         | 13 septembre | Mohamed Farah        | Mary Keitany           |
| Carrera de la Mujer            | 12 kilomètres | Bogota              | Colombie            | 20 septembre | —                    | Belaynesh Oljira       |
| Marathon de Sydney             | Marathon      | Sydney              | Australie           | 20 septembre | Hisanori Kitajima    | Meriem Wangari         |
| Marathon de Berlin             | Marathon      | Berlin              | Allemagne           | 27 septembre | Eliud Kipchoge       | Gladys Cherono         |
| Great Scottish Run             | Semi-marathon | Glasgow             | Royaume-Uni         | 4 octobre    | Moses Kipsiro        | Edna Kiplagat          |
| Marathon de Chicago            | Marathon      | Chicago             | États-Unis          | 11 octobre   | Dickson Chumba       | Florence Kiplagat      |
| Semi-marathon du Portugal      | Semi-marathon | Lisbonne            | Portugal            | 18 octobre   | Nguse Amlosom        | Beatrice Mutai         |
| Marathon de Lisbonne           | Marathon      | Lisbonne            | Portugal            | 18 octobre   | Asbel Kipsang        | Purity Rionoripo       |
| Marathon d'Amsterdam           | Marathon      | Amsterdam           | Pays-Bas            | 18 octobre   | Bernard Kipyego      | Joyce Chepkirui        |
| Marathon de Pékin              | Marathon      | Pékin               | Chine               | 18 octobre   | Mariko Kipchumba     | Betelhem Cherenet      |
| Marathon de Toronto            | Marathon      | Toronto             | Canada              | 18 octobre   | Ishhimael Chemtan    | Shure Demise           |
| Marathon de Francfort          | Marathon      | Francfort           | Allemagne           | 25 octobre   | Sisay Lemma          | Gulume Tollesa         |
| Great South Run                | 10 miles      | Portsmouth          | Royaume-Uni         | 25 octobre   | Moses Kipsiro        | Vivian Cheruiyot       |
| Marathon de New York           | Marathon      | New York            | États-Unis          | 1er novembre | Stanley Biwott       | Mary Keitany           |
| Marathon de Shanghai           | Marathon      | Shanghai            | Chine               | 8 novembre   | Paul Lonyangata      | Nguriatukei Raelkiyara |
| Marathon d'Istanbul            | Marathon      | Istanbul            | Turquie             | 15 novembre  | Eliaz Kemboi Chelimo | Amane Gobena           |
| Marathon de Fukuoka            | Marathon      | Fukuoka             | Japon               | 6 décembre   | Patrick Makau        | —                      |
| Marathon de Singapour          | Marathon      | Singapour           | Singapour           | 6 décembre   | Julius Maisei        | Doris Changeywo        |

## Label d'argent
Les épreuves classées en deuxième catégorie sous le nom de Courses Label d’Argent IAAF (en anglais : IAAF Silver Label Road Races) sont les suivantes en 2015 :
| Épreuve                                | Distance      | Lieu             | Pays           | Période      | Vainqueur Homme       | Vainqueur Femme        |
| -------------------------------------- | ------------- | ---------------- | -------------- | ------------ | --------------------- | ---------------------- |
| Marathon d'Osaka                       | Marathon      | Osaka            | Japon          | 25 janvier   | —                     | Tetyana Gamera-Shmyrko |
| Marathon de Hong Kong                  | Marathon      | Hong Kong        | Hong Kong      | 25 janvier   | Sentayehu Merga       | Kim Hye-gyong          |
| Semi-marathon de Marugame              | Semi-marathon | Marugame         | Japon          | 1er février  | Paul Kuira            | Eloise Wellings        |
| Beppu-Ōita Marathon                    | Marathon      | Ōita             | Japon          | 1er février  | Tewelde Estifanos     | —                      |
| Marathon de Daegu                      | Marathon      | Daegu            | Corée du Sud   | 5 avril      | Girmay Birhanu        | Meselech Melkamu       |
| Great Ireland Run                      | 10 km         | Dublin           | Irlande        | 11 avril     | Japhet Korir          | Gemma Steel            |
| Marathon de Łódź                       | Marathon      | Łódź             | Pologne        | 19 avril     | Albert Matebor        | Monika Stefanowicz     |
| Marathon de Hanovre                    | Marathon      | Hanovre          | Allemagne      | 19 avril     | Jacob Cheshari        | Souad Aït Salem        |
| Marathon de l'estuaire du Fleuve Jaune | Marathon      | Dongying         | Chine          | 26 avril     | Ernest Ngeno          | Helena Kirop           |
| Marathon de Varsovie                   | Marathon      | Varsovie         | Pologne        | 26 avril     | Lemi Berhanu          | Fatuma Sado            |
| Marathon de Madrid                     | Marathon      | Madrid           | Espagne        | 26 avril     | Ezekiel Kiptoo Chebii | Monica Jepkoech        |
| Semi-marathon de Gifu Seiryu           | Semi-marathon | Gifu             | Japon          | 17 mai       | James Rungaru         | Eunice Kirwa           |
| Semi-marathon de Karlovy Vary          | Semi-marathon | Karlovy Vary     | Tchéquie       | 23 mai       | Elijah Tirop          | Mulu Seboka            |
| Marathon d'Ottawa                      | Marathon      | Ottawa           | Canada         | 24 mai       | Girmay Birhanu        | Aberu Zennebe          |
| Freihofer's Run for Women              | 5 km          | Albany           | États-Unis     | 30 mai       | —                     | Emily Chebet           |
| Semi-marathon de České Budějovice      | Semi-marathon | České Budějovice | Tchéquie       | 6 juin       | Abraham Cheroben      | Rose Chelimo           |
| Marathon du Cap                        | Marathon      | Le Cap           | Afrique du Sud | 20 septembre | Shadrack Kemboi       | Isabella Ochichi       |
| Dam tot Damloop                        | 10 miles      | Amsterdam        | Pays-Bas       | 20 septembre | Edwin Kiptoo          | Joyce Chepkirui        |
| Semi-marathon de Valence               | Semi-marathon | Valence          | Espagne        | 18 octobre   | Abraham Cheroben      | Netsanet Gudeta        |
| Great Birmingham Run                   | Semi-marathon | Birmingham       | Royaume-Uni    | 18 octobre   | Chris Thompson        | Dominika Napieraj      |
| Course Marseille-Cassis                | 20 km         | Marseille        | France         | 25 octobre   | Edwin Kipyego         | Peres Jepchirchir      |
| Marathon de Venise                     | Marathon      | Venise           | Italie         | 25 octobre   | Julius Rotich         | Ehite Gebireyes        |
| Marathon de Beyrouth                   | Marathon      | Beyrouth         | Liban          | 8 novembre   | Jackson Limo          | Kaltoum Bouaasayriya   |
| Marathon de Saitama                    | Marathon      | Saitama          | Japon          | 15 novembre  | —                     | Atsede Baysa           |
| Marathon de Valence                    | Marathon      | Valence          | Espagne        | 15 novembre  | John Nzau Mwangangi   | Beata Naigambo         |
| San Silvestre Vallecana                | 10 km         | Madrid           | Espagne        | 31 décembre  | Mike Kigen            | Linet Masai            |

## Label de bronze
Les épreuves classées en troisième catégorie sous le nom de Courses Label de bronze IAAF (en anglais : IAAF Bronze Label Road Races) sont les suivantes en 2015 :
| Épreuve                               | Distance      | Lieu                 | Pays           | Période      | Vainqueur Homme       | Vainqueur Femme           |
| ------------------------------------- | ------------- | -------------------- | -------------- | ------------ | --------------------- | ------------------------- |
| Marathon de Houston                   | Marathon      | Houston              | États-Unis     | 18 janvier   | Birhanu Gedefa        | Yebrgual Arage            |
| Marathon de Séville                   | Marathon      | Séville              | Espagne        | 22 février   | Lawrence Cherono      | Filomena Costa            |
| Marathon du Nouveau Taipei            | Marathon      | Nouveau Taipei       | Taipei chinois | 22 mars      | Eliud Barngetuny      | Gladys Kipsoi             |
| Marathon de Milan                     | Marathon      | Milan                | Italie         | 12 avril     | Kenneth Mungara       | Lucy Karimi               |
| Marathon de Santiago                  | Marathon      | Santiago du Chili    | Chili          | 12 avril     | Luka Lobuwan          | Inés Melchor              |
| Marathon de Brighton                  | Marathon      | Brighton             | Royaume-Uni    | 12 avril     | Duncan Maiyo          | Pennina Wanjiru           |
| Marathon de Nagano                    | Marathon      | Nagano               | Japon          | 19 avril     | Henry Chirchir        | Beatrice Toroitich        |
| 10 kilomètres d'Okpekpe               | 10 km         | Okpekpe              | Nigeria        | 16 mai       | Alex Oloitiptip Korio | Angela Tanui              |
| Marathon de Riga                      | Marathon      | Riga                 | Lettonie       | 17 mai       | Haile Bekuma          | Eshetu Meseret            |
| Marathon d'Edimbourg                  | Marathon      | Édimbourg            | Royaume-Uni    | 31 mai       | Peter Wanjiru         | Joan Kigen                |
| Corrida de Langueux                   | 10 km         | Langueux             | France         | 13 juin      | Simon Cheprot         | Gladys Yator              |
| Semi-marathon de Copenhague           | Semi-marathon | Copenhague           | Danemark       | 13 septembre | Bedan Karoki          | Purity Rionoripo          |
| Marathon de Sibérie                   | Marathon      | Omsk                 | Russie         | 20 septembre | Laban Moiben          | Albina Mayorova           |
| Marathon de Bournemouth               | Marathon      | Bournemouth          | Royaume-Uni    | 4 octobre    | Boaz Kiprono          | Joan Kigen                |
| 20 km de Paris                        | 20 km         | Paris                | France         | 11 octobre   | Stephen Ogari         | Nancy Chepngetich Kimaiyo |
| Marathon des Alpes-Maritimes          | Marathon      | Nice                 | France         | 8 novembre   | Barnabas Kiptum       | Rose Jepchumba            |
| Semi-marathon de Boulogne-Billancourt | Semi-marathon | Boulogne-Billancourt | France         | 15 novembre  | Annulé                |                           |
| Marathon du Gabon                     | Marathon      | Libreville           | Gabon          | 29 novembre  | Luke Kibet            | Askale Alemayehu          |